# Polnische Mannschaftsmeisterschaft im Schach 1947
Die polnische Mannschaftsmeisterschaft im Schach 1947 war die vierte Austragung dieses Wettbewerbs. Erstmals am Start waren die Stadtauswahl aus Szczecin und Białystok, außerdem nahmen die Mannschaft der Pòmòrsczé wòjewództwò sowie die Stadtauswahlen aus Warszawa, Łódź, Kraków, Poznań, Katowice, Cieszyn und Wrocław teil. Polnischer Mannschaftsmeister wurde der Titelverteidiger Łódź.
Zu den Mannschaftskadern siehe Mannschaftskader der polnischen Mannschaftsmeisterschaft im Schach 1947.

## Modus
Die zehn teilnehmenden Mannschaften bestritten ein einfaches Rundenturnier, gespielt wurde an sechs Brettern. Über die Platzierung entschied zunächst die Anzahl der Brettpunkte (ein Punkt für einen Sieg, ein halber Punkt für ein Remis, kein Punkt für eine Niederlage), anschließend die Anzahl der Mannschaftspunkte (zwei Punkte für einen Sieg, ein Punkt für ein Unentschieden, kein Punkt für eine Niederlage).

## Termine und Spielort
Das Turnier wurde vom 3. bis 10. November in Łódź ausgetragen.

## Abschlusstabelle
| Pl. | Verein    | Sp | G | U | V | Brett-P.  | MP   |
| --- | --------- | -- | - | - | - | --------- | ---- |
| 01. | Łódź (M)  | 9  | 8 | 1 | 0 | 43,0:11,0 | 17:1 |
| 02. | Pomorze   | 9  | 7 | 1 | 1 | 38,5:15,5 | 15:3 |
| 03. | Kraków    | 9  | 6 | 1 | 2 | 35,0:19,0 | 13:5 |
| 04. | Katowice  | 9  | 6 | 1 | 2 | 34,5:19,5 | 13:5 |
| 05. | Warszawa  | 9  | 5 | 0 | 4 | 28,5:25,5 | 10:8 |
| 06. | Cieszyn   | 9  | 4 | 0 | 5 | 24,0:30,0 | 8:10 |
| 07. | Poznań    | 9  | 3 | 0 | 6 | 23,0:31,0 | 6:12 |
| 08. | Wrocław   | 9  | 3 | 0 | 6 | 22,0:32,0 | 6:12 |
| 09. | Szczecin  | 9  | 1 | 0 | 8 | 14,0:40,0 | 2:16 |
| 10. | Białystok | 9  | 0 | 0 | 9 | 7,5:46,5  | 0:18 |

## Entscheidungen
|     | Polnischer Meister: Łódź   |
| (M) | Meister der letzten Saison |

## Kreuztabelle
| Ergebnisse | Ergebnisse | 01. | 02. | 03. | 04. | 05. | 06. | 07. | 08. | 09. | 10. |
| ---------- | ---------- | --- | --- | --- | --- | --- | --- | --- | --- | --- | --- |
| 01.        | Łódź       |     | 4   | 4½  | 3   | 6   | 6   | 5   | 4   | 4½  | 6   |
| 02.        | Pomorze    | 2   |     | 3   | 3½  | 3½  | 5   | 5½  | 4½  | 6   | 5½  |
| 03.        | Kraków     | 1½  | 3   |     | 4½  | 2½  | 4   | 4   | 3½  | 6   | 6   |
| 04.        | Katowice   | 3   | 2½  | 1½  |     | 5½  | 4   | 4½  | 5   | 4   | 4½  |
| 05.        | Warszawa   | 0   | 2½  | 3½  | ½   |     | 4   | 2   | 5   | 5   | 6   |
| 06.        | Cieszyn    | 0   | 1   | 2   | 2   | 2   |     | 3½  | 4½  | 4   | 5   |
| 07.        | Poznań     | 1   | ½   | 2   | 1½  | 4   | 2½  |     | 2½  | 4½  | 4½  |
| 08.        | Wrocław    | 2   | 1½  | 2½  | 1   | 1   | 1½  | 3½  |     | 3½  | 5½  |
| 09.        | Szczecin   | 1½  | 0   | 0   | 2   | 1   | 2   | 1½  | 2½  |     | 3½  |
| 10.        | Białystok  | 0   | ½   | 0   | 1½  | 0   | 1   | 1½  | ½   | 2½  |     |

## Die Meistermannschaft
| 1.            | Łódź |
| Schachfiguren | Andrzej Pytlakowski, Izaak Grynfeld, Kazimierz Makarczyk, Jan Gadaliński, Wiktor Matkowski, Jan Piechota, Stanisław Kwapisz, Konstanty Wróblewski, Władysław Leszczyński, Piotr Katajew. |